# 布朗迪娜·当塞特
布朗迪娜·当塞特（法語：Blandine Dancette，1988年2月14日—），法国女子手球运动员。她曾代表法国国家队参加2012年、2016年和2020年夏季奥林匹克运动会手球比赛，获得一枚金牌和一枚银牌。